# Moka Efti Orchestra
Das Moka Efti Orchestra ist eine 14-köpfige Jazzband, die um Nikko Weidemann, Mario Kamien und Sebastian Borkowski entstanden ist.
Die Gruppe entstand zunächst für die deutsche Fernsehserie Babylon Berlin im Jahr 2018, für die Weidemann und Kamien einen Teil der Musik komponierten und arrangierten. Teil der Formation ist auch Severija Janušauskaitė, die unter anderem den Titelsong der Serie Zu Asche, zu Staub singt. Ihren ersten Konzertauftritt hatten sie auf dem Xjazz-Festival in Berlin im Mai 2018; und sie traten auf dem Reeperbahn-Festival, in der Komischen Oper und im Ballhaus in Berlin auf. 2019 fanden deutschlandweit Konzerte statt, unter anderem in der Kulturarena Jena und der Philharmonie in München.
Der Name stammt von dem legendären Berliner Café und Tanzhaus der 1920er und 1930er Jahre Moka Efti.
Das Repertoire der „kleinen Bigband“ bezieht sich auf die 1920er Jahre, umfasste zunächst vor allem Swing-, Hot-Jazz- und Ragtime-Stücke, die größtenteils aus dem Soundtrack der Serie stammen.
Im Februar 2020 erschien das erste Album mit dem Titel Erstausgabe. Es erreichte Platz 23 in den deutschen Albumcharts.
Die Gruppe ist nicht mit dem Bandprojekt Moka Efti der 1990er Jahre zu verwechseln, das zwei Tonträger veröffentlichte.

## Diskografie
Studioalben
- 2020: Erstausgabe
- 2022: Telegramm